# Ваља Боцулуј (Бакау)
Ваља Боцулуј (рум. Valea Boțului) насеље је у Румунији у округу Бакау у општини Филипени. Oпштина се налази на надморској висини од 252 m.

## Становништво
Према подацима из 2002. године у насељу је живело 213 становника, од којих су сви румунске националности.